# 弗洛倫斯冰原島峰
62°13′S 58°37′W / 62.217°S 58.617°W
弗洛倫斯冰原島峰（英語：Florence Nunatak），是南極洲的冰原島峰，位於南設得蘭群島的喬治王島西南部，處於波特灣以東3.7公里，海拔高度280米，現時由南極條約體系管理。